# 堺市立宮園小学校
堺市立宮園小学校（さかいしりつ みやぞの しょうがっこう）は、大阪府堺市中区宮園町にある公立小学校。

## 沿革
堺市立八田荘小学校の学校規模が過大となってきたため、従来の同校の校区を分離して、1967年に開校した。
- 1967年4月1日 - 堺市立宮園小学校として八田荘小学校内の1教室を借用して創立。
- 1967年11月9日 - 開校。

## 通学区域
- 堺市中区 宮園町、八田北町（一部）。

卒業生は堺市立深井中学校に進学する。

## 交通
- 南海泉北線 深井駅 南西へ約528m。